# Виль-сюр-Ирон
Виль-сюр-Иро́н (фр. Ville-sur-Yron) — коммуна во французском департаменте Мёрт и Мозель, региона Лотарингия. Относится к кантону Конфлан-ан-Жарнизи.	

## География

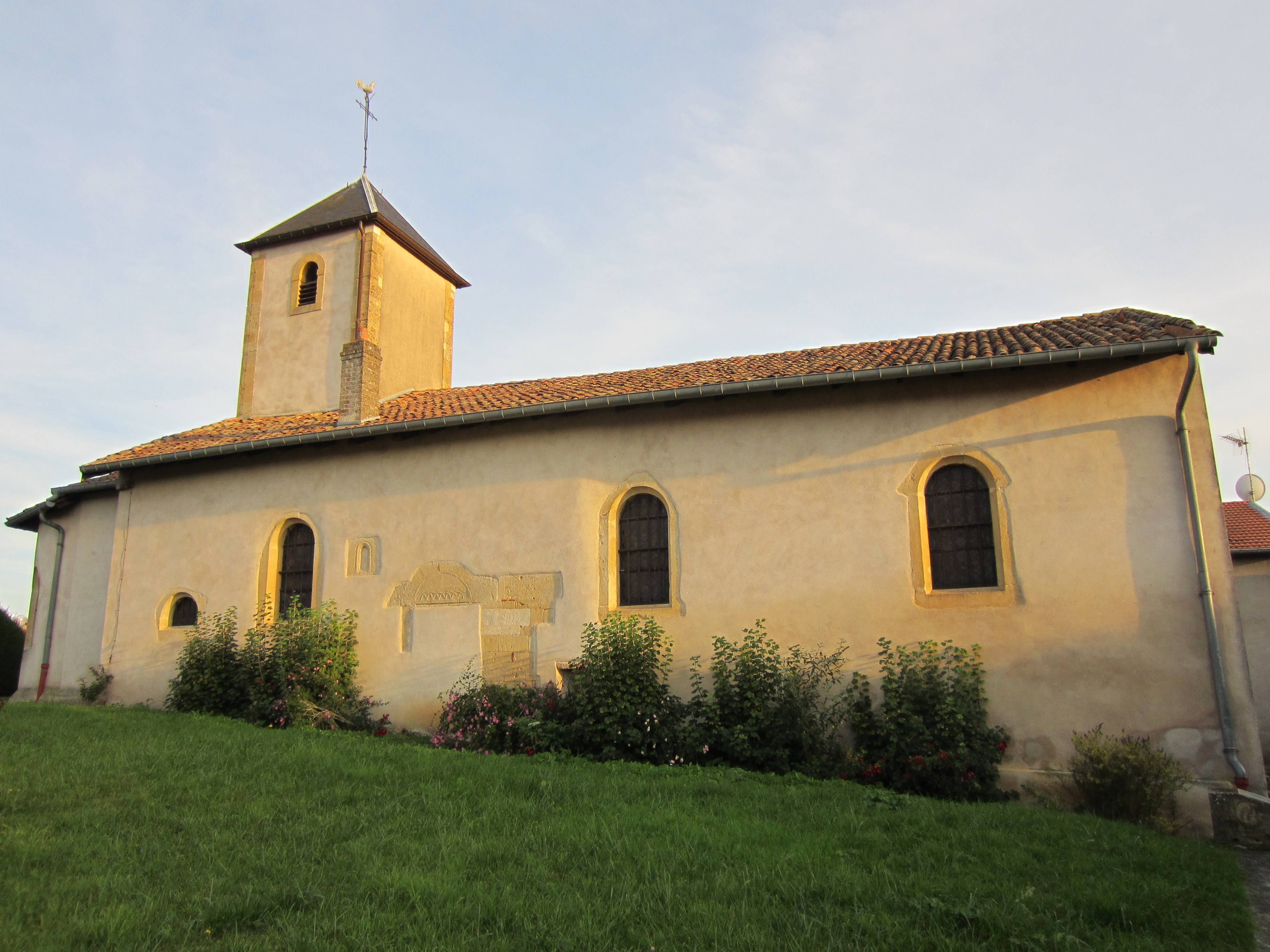
Церковь Сен-Горгон.

Виль-сюр-Ирон расположен в 23 км к западу от Меца и в 55 км к северо-западу от Нанси. Стоит на реке Ирон, правом притоке Орны. Соседние коммуны: Фриовиль на севере, Брювиль на северо-востоке, Марс-ла-Тур на юге, Аннонвиль-Сюземон на юго-западе.

## Демография
Население коммуны на 2010 год составляло 301 человек.
| 1962 | 1968 | 1975 | 1982 | 1990 | 1999 | 2010 |
| ---- | ---- | ---- | ---- | ---- | ---- | ---- |
| 258  | 240  | 209  | 259  | 284  | 293  | 301  |